# La Croft
La Croft – jednostka osadnicza w Stanach Zjednoczonych, w stanie Ohio, w hrabstwie Columbiana.